# 新潟県立長岡屋内総合プール
新潟県立長岡屋内総合プール（にいがたけんりつながおかおくないそうごう）プールは、新潟県長岡市にある総合プール施設である。
施設命名権により、名称をダイエープロビスフェニックスプール（英称：Daiei Probis Phoenix Pool）としている。

## 概要
2008年（平成20年）8月1日に開場。
施設そのものは新潟県が所有しているが、施設の運営・管理はPFI長岡屋内総合プール（大林組・三機工業・日本水泳振興会・NBS新潟ビルサービス・梓設計・山崎組の出資による特定目的会社）を指定管理者として管理委託を行っている。

### 施設命名権
新潟県は当プールの整備にあたり、施設の維持管理等の負担を軽減するため施設命名権の導入を決め、2007年（平成19年）春に売却先の募集を行った。
その結果、長岡市に本社を置く住宅建設などを手掛ける企業「ダイエープロビス」と同年6月13日に基本契約を締結し、呼称をダイエープロビスフェニックスプール（略称「DPフェニックスプール」）とすることが決まった。呼称に含まれる「フェニックス」は、江戸時代末期から明治時代初期にかけての戊辰戦争や1945年（昭和20年）の長岡空襲、2004年（平成16年）の新潟県中越地震など、幾多の戦火や自然災害を乗り越えた長岡市民の不撓不屈の精神を「不死鳥」になぞらえた事に由来したもので、1977年（昭和52年）に制定された現在の長岡市章も不死鳥を模ったものである。ダイエープロビス側は取得理由について「広告宣伝と地域への貢献を目指した」としている。契約額は年額1,000万円、契約期間は2008年4月1日から2013年（平成25年）3月31日までの5年間。なお、施設の開設当初から命名権による呼称を採用したのは、新潟県では当プールが初のケースであった。
県はダイエープロビスとの1回目の契約満了を前に、2013年4月以降のスポンサーを募集した結果、応募したのはダイエープロビス1社のみであった。審査の結果、契約額は年額500万円、期間は2013年4月1日から2018年（平成30年）3月31日までの5箇年で、同一呼称による契約継続が決定した。
なお県では命名権スポンサーの権利として、施設の無償占有使用権を年間3日間付与しているが、ダイエープロビスではこの無償占有権を活用して、施設の利用料を1日無料にし、水泳教室などのイベントを開催する「DPデー」を年3回実施している。

### 近隣施設
近隣には長岡市悠久山プールが所在するが、当プールの開場に伴い、1962年（昭和37年）に新潟県営長岡水泳競技場として竣工した屋外プールは同年9月7日を以って営業を終了し、1995年（平成7年）に竣工した屋内プールについても営業を昼間のみとするなど運営規模が大幅に縮小された。なお、長岡市悠久山プールは2023年3月31日で閉鎖されることになった。

## 交通アクセス方
- 越後交通「悠久山車庫」バス停より南西へ約300m[3]（徒歩：約4分[3]）